# الجسيمات الكوندرية
الجسيمات الكوندرية هي عضيات غشائية كيسية الشكل طولية، يتكون جدارها من غشائين: الغشاء الخارجي والغشاء الداخلي الذي ينطوي إلى مجموعة من الثنيات التي تعرف بالأعراف وتمتد إلى داخل حشوة الجسيمات الكوندرية. وتعدَ الجسيمات الكوندرية المستودع الرئيسي لإنزيمات التنفس في الخلية، وكمستودع للمواد الأخرى اللازمة لتخزين الطاقة الناتجة من التنفس (نتيجة لأكسدة المواد الغذائية؛ خصوصا الجلوكوز؛ التي دخلت الخلية) في شكل جزيء كيميائي يعرف بالأدينوزين ثلاثي الفوسفات ATP الذي يعد المصدر السريع للحصول على الطاقة من أجل استمرار التفاعلات الحيوية في الخلية، حيث تفسر قدرتها على الانقسام الذاتي بسبب المرونة التي تتمتع بها بالإضافة إلى تجدد خلاياها بشكل مستمر، وأيضا بما أنها مقر لعمليات الأكسدة (الأكسدة =الهدم) فهي تستطيع مضاعفة خلاياها والانقسام الذاتي، يختلف عددها بحسب نوع الخلية ونشاطها الاستقلابي فقد يصل العدد إلى الآلاف في الخلايا ذات النشاط الاستقلابي المرتفع مثل خلايا العضلة القلبية.